# Jacques Loeb
Jacques Loeb (Mayen, prop de Koblenz, Prússia, actualment Renània, Alemanya, 7 d'abril de 1859 - Hamilton, Bermudes, 11 de febrer de 1924) fou un fisiòleg i biòleg nord-americà d'origen alemany.
Llicenciat en Medicina per la Universitat d'Estrasburg (1884), començà a treballar en biologia a la Universitat de Würzburg (1886-1888) i va continuar a la Universitat d'Estrasburg (1888-1990) i a l'estació biològica de Nàpols (1889-1991). Es traslladà als EUA l'any 1891, on exercí la docència successivament al Bryn Mawr College (1891-92), a la Universitat de Chicago (1892-1902) i a la Universitat de Califòrnia a Berkeley (1902-10). També treballà a Rockefeller Institute for Medical Research de Nova York, càrrec que va ocupar fins a la seva mort. Bona part del seu treball experimental es va realitzar al Laboratori de Biologia Marina de Woods Hole, a Massachusetts. Féu investigacions sobre partenogènesi artificial (reproducció sense fecundació), tropismes, regeneració de teixits, etc. Estudià les causes de l'envelliment i oferí una base científica a la moderna geriatria. El treball de Loeb va ser significatiu en demostrar que l'inici de la divisió cel·lular en la fecundació es controlava químicament i, en efecte, estava separat de la transmissió de trets hereditaris.